# Campeonato Europeu de Patinação Artística no Gelo de 1986
O Campeonato Europeu de Patinação Artística no Gelo de 1986 foi a septuagésima oitava edição do Campeonato Europeu de Patinação Artística no Gelo, um evento anual de patinação artística no gelo organizado pela União Internacional de Patinação (em inglês:  International Skating Union) onde os patinadores artísticos competem pelo título de campeão europeu. A competição foi disputada entre os dias 28 de janeiro e 2 de fevereiro, na cidade de Copenhague, Dinamarca.

## Eventos
- Individual masculino
- Individual feminino
- Duplas
- Dança no gelo

## Medalhistas
| Evento                        | Ouro                                                  | Prata                                                 | Bronze                                                |
| Individual masculino detalhes | Jozef Sabovčík · Tchecoslováquia                      | Vladimir Kotin · União Soviética                      | Alexander Fadeev · União Soviética                    |
| Individual feminino detalhes  | Katarina Witt · Alemanha Oriental                     | Kira Ivanova · União Soviética                        | Anna Kondrashova · União Soviética                    |
| Duplas detalhes               | Elena Valova · Oleg Vasiliev · União Soviética        | Ekaterina Gordeeva · Sergei Grinkov · União Soviética | Elena Bechke · Valeri Kornienko · União Soviética     |
| Dança no gelo detalhes        | Natalia Bestemianova · Andrei Bukin · União Soviética | Marina Klimova · Sergei Ponomarenko · União Soviética | Natalia Annenko · Genrikh Sretenski · União Soviética |

## Resultados

### Individual masculino
| Pos.              | Nome                  | Nacionalidade      |
| ----------------- | --------------------- | ------------------ |
| Medalha de ouro   | Jozef Sabovčík        | Tchecoslováquia    |
| Medalha de prata  | Vladimir Kotin        | União Soviética    |
| Medalha de bronze | Alexander Fadeev      | União Soviética    |
| 4                 | Viktor Petrenko       | União Soviética    |
| 5                 | Grzegorz Filipowski   | Polônia            |
| 6                 | Falko Kirsten         | Alemanha Oriental  |
| 7                 | Petr Barna            | Tchecoslováquia    |
| 8                 | Laurent Depouilly     | França             |
| 9                 | Richard Zander        | Alemanha Ocidental |
| 10                | Frédéric Harpagès     | França             |
| 11                | Paul Robinson         | Reino Unido        |
| 12                | Lars Dresler          | Dinamarca          |
| 13                | Nils Köpp             | Alemanha Oriental  |
| 14                | Oliver Höner          | Suíça              |
| 15                | Thomas Hlavik         | Áustria            |
| 16                | Alessandro Riccitelli | Itália             |
| 17                | András Száraz         | Hungria            |
| 18                | Stephen Pickavance    | Reino Unido        |
| 19                | Oula Jääskeläinen     | Finlândia          |
| 20                | Peter Johansson       | Suécia             |
| 21                | Tomislav Cizmesija    | Iugoslávia         |
| 22                | Boiko Alexiev         | Bulgária           |
| 23                | Fernando Soria        | Espanha            |
| WD                | Heiko Fischer         | Alemanha Ocidental |

### Individual feminino
| Pos.              | Nome              | Nacionalidade      |
| ----------------- | ----------------- | ------------------ |
| Medalha de ouro   | Katarina Witt     | Alemanha Oriental  |
| Medalha de prata  | Kira Ivanova      | União Soviética    |
| Medalha de bronze | Anna Kondrashova  | União Soviética    |
| 4                 | Natalia Lebedeva  | União Soviética    |
| 5                 | Claudia Leistner  | Alemanha Ocidental |
| 6                 | Claudia Villiger  | Suíça              |
| 7                 | Susan Jackson     | Reino Unido        |
| 8                 | Constanze Gensel  | Alemanha Oriental  |
| 9                 | Agnès Gosselin    | França             |
| 10                | Susanne Becher    | Alemanha Ocidental |
| 11                | Joanne Conway     | Reino Unido        |
| 12                | Cornelia Tesch    | Alemanha Ocidental |
| 13                | Lotta Falkenbäck  | Suécia             |
| 14                | Tamara Téglássy   | Hungria            |
| 15                | Elise Ahonen      | Finlândia          |
| 16                | Željka Čižmešija  | Iugoslávia         |
| 17                | Li Scha Wang      | Países Baixos      |
| 18                | Manuela Tschupp   | Suíça              |
| 19                | Beatrice Gelmini  | Itália             |
| 20                | Florence Copp     | França             |
| 21                | Sandra Escoda     | Espanha            |
| 22                | Anita Thorenfeldt | Noruega            |
| 23                | Petia Gavazova    | Bulgária           |

### Duplas
| Pos.              | Nome                                | Nacionalidade      | Pontos |
| ----------------- | ----------------------------------- | ------------------ | ------ |
| Medalha de ouro   | Elena Valova / Oleg Vasiliev        | União Soviética    | 1.5    |
| Medalha de prata  | Ekaterina Gordeeva / Sergei Grinkov | União Soviética    | 3.0    |
| Medalha de bronze | Elena Bechke / Valeri Kornienko     | União Soviética    | 5.0    |
| 4                 | Katrin Kanitz / Tobias Schröter     | Alemanha Oriental  | 5.5    |
| 5                 | Manuela Landgraf / Ingo Steuer      | Alemanha Oriental  | 7.5    |
| 6                 | Lenka Knapova / René Novotný        | Tchecoslováquia    | 9.5    |
| 7                 | Marianne Ocvirek / Holger Maletz    | Alemanha Ocidental | 10.0   |
| 8                 | Sylvie Vacquero / Didier Manaud     | França             | 12.5   |
| 9                 | Kerstin Kimminus / Stefan Pfrengle  | Alemanha Ocidental | 13.0   |
| 10                | Cheryl Peake / Andrew Naylor        | Reino Unido        | 15.0   |

### Dança no gelo
| Pos.              | Nome                                    | Nacionalidade      |
| ----------------- | --------------------------------------- | ------------------ |
| Medalha de ouro   | Natalia Bestemianova / Andrei Bukin     | União Soviética    |
| Medalha de prata  | Marina Klimova / Sergei Ponomarenko     | União Soviética    |
| Medalha de bronze | Natalia Annenko / Genrikh Sretenski     | União Soviética    |
| 4                 | Kathrin Beck / Christoff Beck           | Áustria            |
| 5                 | Antonia Becherer / Ferdinand Becherer   | Alemanha Ocidental |
| 6                 | Klára Engi / Attila Tóth                | Hungria            |
| 7                 | Isabella Micheli / Roberto Pelizzola    | Itália             |
| 8                 | Isabelle Duchesnay / Paul Duchesnay     | França             |
| 9                 | Sharon Jones / Paul Askham              | Reino Unido        |
| 10                | Vera Rehakova / Ivan Havranek           | Tchecoslováquia    |
| 11                | Elizabeth Coates / Alan Abretti         | Reino Unido        |
| 12                | Stefania Calegari / Pasquale Camerlengo | Itália             |
| 13                | Kinga Wertan / Janos Demeter            | Hungria            |
| 14                | Claudia Schmidlin / Daniel Schmidlin    | Suíça              |
| 15                | Andrea Weppelmann / Hendryk Schamberger | Alemanha Ocidental |
| 16                | Christina Boianova / Yavor Ivanov       | Bulgária           |
| 17                | Beata Kawełczyk / Tomasz Politański     | Polônia            |
| 18                | Susanna Rahkamo / Petri Kokko           | Finlândia          |

## Quadro de medalhas
| Ordem | País              | Medalha de ouro | Medalha de prata | Medalha de bronze |    | Ordem por total |
| ----- | ----------------- | --------------- | ---------------- | ----------------- | -- | --------------- |
| 1     | União Soviética   | 2               | 4                | 4                 | 10 | 1               |
| 2     | Alemanha Oriental | 1               |                  |                   | 1  | 2               |
| 2     | Tchecoslováquia   | 1               |                  |                   | 1  | 2               |
| TOTAL | TOTAL             | 4               | 4                | 4                 | 12 | —               |